# Arachnothera
Arachnothera är ett fågelsläkte i familjen solfåglar inom ordningen tättingar. Släktet omfattar 14 arter som förekommer i södra och sydöstra Asien från Indien till Java:
- Tjocknäbbad spindeljägare (A. crassirostris)
- Långnäbbad spindeljägare (A. robusta)
- Orangetofsad spindeljägare (A. flammifera)
- Palawanspindeljägare (A. dilutior)
- Mindre spindeljägare (A. longirostra)
- Gulgumpad spindeljägare (A. juliae)
- Barkindad spindeljägare (A. clarae)
- Gulörad spindeljägare (A. chrysogenys)
- Glasögonspindeljägare (A. flavigaster)
- Streckad spindeljägare (A. magna)
- Javaspindeljägare (A. affinis)
- Gråbröstad spindeljägare (A. modesta)
- Borneospindeljägare (A. everetti)